# 에스타디오 그란 파르케 센트랄
에스타디오 그란 파르케 센트랄(스페인어: Estadio Gran Parque Central)은 우루과이 몬테비데오에 위치한 축구 경기장으로, 나시오날의 홈 구장으로 사용되고 있다. 1930년 FIFA 월드컵 때에도 사용되었다.

## 기록

### 1930년 FIFA 월드컵
| 날짜            | 팀 1         | 스코어 | 팀 2     | 라운드 |
| --------------- | ------------ | ------ | -------- | ------ |
| 1930년 7월 14일 | 유고슬라비아 | 2 - 1  | 브라질   | 2조    |
| 1930년 7월 15일 | 아르헨티나   | 1 - 0  | 프랑스   | 1조    |
| 1930년 7월 16일 | 칠레         | 3 - 0  | 멕시코   | 1조    |
| 1930년 7월 17일 | 유고슬라비아 | 4 - 0  | 볼리비아 | 2조    |